# Harry D. Felt

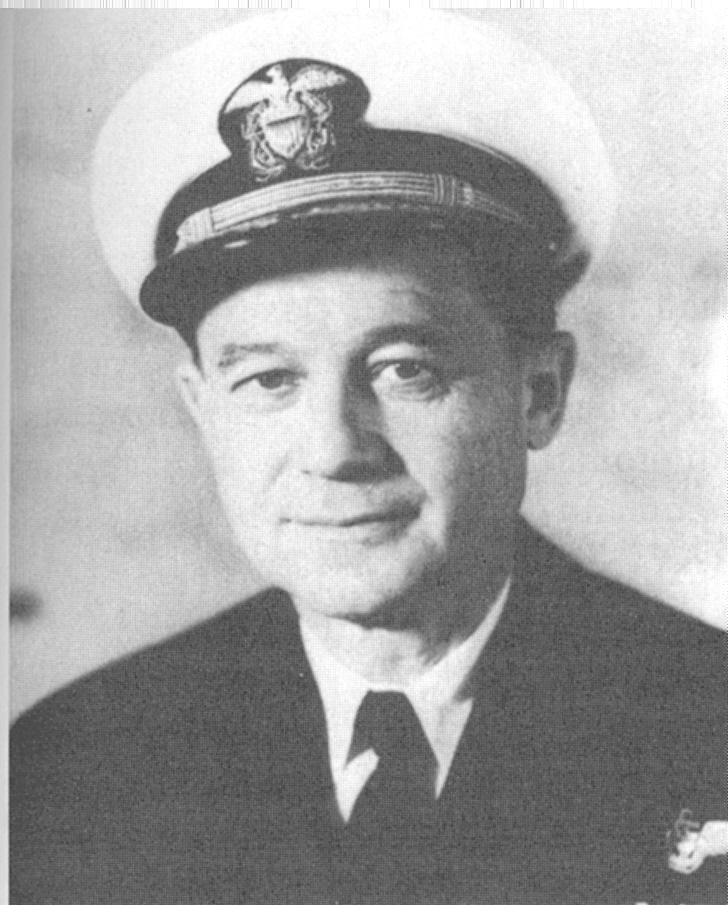
Admiral Harry D. Felt

Harry Donald Felt (* 21. Juni 1902 in Topeka, Kansas; † 25. Februar 1992) war ein US-amerikanischer Admiral der US Navy, der zwischen 1956 und 1958 Vice Chief of Naval Operations sowie von 1958 bis 1964 Befehlshaber des US Pacific Command war.

## Leben

### Militärische Ausbildung und Zweiter Weltkrieg
Felt war der Sohn des Journalisten Harry Victor Felt, Gründer der Summerfield Sun, der ersten in Summerfield erscheinenden Tageszeitung, sowie Enkel des republikanischen Politikers Andrew Jackson Felt, der zwischen 1889 und 1893 Vizegouverneur von Kansas war. Er selbst begann nach dem Schulbesuch 1919 eine militärische Ausbildung an der US Naval Academy, die er 1923 abschloss. Danach trat er als Leutnant zur See in die US Navy ein und absolvierte auch eine Ausbildung zum Marineflieger, die er mit dem Flugführerabzeichen (Naval Aviator Badge) beendete. 1931 wurde er zum Oberleutnant zur See befördert.
Während des Zweiten Weltkrieges wurde Felt im Januar 1942 zum Fregattenkapitän befördert und fungierte als Pilot eines Marinekampfflugzeuges und Kommandeur (Commanding Officer) der Dritten Fliegergruppe (Air Group Three) auf dem Flugzeugträger Saratoga. In dieser Funktion führte er am 7. und 8. August 1942 zahlreiche erfolgreiche Luftangriffe gegen Bodentruppen der Kaiserlich Japanischen Armee im Gebiet der Inseln Guadalcanal und Tulagi durch und wurde hierfür im Juni 1943 mit dem Distinguished Flying Cross geehrt.
Drei Wochen später, am 24. August 1942, nahm er während der Schlacht bei den Ost-Salomonen an einem Luftangriff gegen japanische Boden- und Luftabwehrtruppen teil, die auf den Salomonen stationiert waren. Trotz intensiver Luftabwehr und feindlichen Luftangriffen führte er einen Angriff an, der zur Beschädigung und Versenkung eines Flugzeugträgers der Kaiserlich Japanischen Marine, zur Beschädigung eines Schweren Kreuzers sowie zur Versenkung eines Zerstörers führte. Für diese Leistungen wurde er mit dem Navy Cross geehrt, der höchsten Auszeichnung, die vom US-Marineministerium vergeben wird.
Im späteren Verlauf des Krieges war Felt, der im Juli 1943 zum Kapitän zur See befördert wurde, an der US-Militärmission in der Sowjetunion tätig. Später wurde er Kommandeur des Geleitflugzeugträgers USS Chenango und war als solcher zwischen dem 2. Mai und dem 14. Juni 1945 maßgeblich an der Schlacht um Okinawa beteiligt. Für die dortigen Verdienste wurde er im Mai 1947 mit der Legion of Merit ausgezeichnet.

### Nachkriegszeit und Vice Chief of Naval Operations
Nach Kriegsende war Kapitän zur See Felt zeitweise im Büro des Chief of Naval Operations (CNO) tätig, ehe er zwischen 1947 und 1948 Absolvent des National War College in Fort Lesley J. McNair, Washington, D.C., war. Anschließend war er vom 3. August 1948 bis zum 11. Juli 1949 Kommandant des Flugzeugträgers Franklin D. Roosevelt, der im Atlantik sowie im Mittelmeer eingesetzt war. Im Anschluss wechselte er zum Stab des Naval War College (NWC) und wurde im April 1950 vom Präsidenten des NWC, Vizeadmiral Donald B. Beary, zum Chef des Stabes des Naval War College ernannt. In dieser Position fungierte er nach dem Ende der Amtszeit von Beary vom 17. Oktober bis zum 1. Dezember 1950 auch als kommissarischer Präsident des NWC.
Im Januar 1951 erfolgte seine Beförderung zum Konteradmiral. Wenige Wochen später wurde Felt im März 1951 Kommandeur der US Middle East Force, der im Persischen Golf stationierten US-Streitkräfte im Mittleren Osten, ehe er im Oktober 1951 ins US-Marineministerium zurückkehrte und dort Vize-Direktor der Abteilung für strategische Planungen (Strategic Plans Division) wurde. In dieser Funktion war er Stellvertreter von Konteradmiral Arleigh Burke, dem damaligen Leiter der Abteilung.
Nach Beendigung dieser Funktion fungierte Felt zwischen 1953 und 1954 als der 15. Flugzeugträgerdivision (Carrier Division 15) und nahm zugleich an U-Boot-Jagd-Einsätzen mit dem Geleitflugzeugträger Rendova teil. 1954 wurde er Kommandeur der 3. Flugzeugträgerdivision (Carrier Division Three) und unternahm mit den Flugzeugträgern Essex und Philippine Sea operative Angriffe im Südchinesischen Meer durch.
Kurze Zeit später wurde Konteradmiral Felt 1954 Assistant Chief of Naval Operations for Fleet Readiness und war als solcher für die Einsatzbereitschaft der US-Flotte verantwortlich. Im April 1956 wurde er zum Vizeadmiral befördert und übernahm als solcher die Funktion als Befehlshaber der 6. US-Flotte im Mittelmeer.
Nach seiner Beförderung zum Admiral am 1. September 1956 wurde Felt als Nachfolger von Admiral Donald B. Duncan die Funktion als Vice Chief of Naval Operations (VCNO). Er bekleidete damit nach dem Chief of Naval Operations die zweithöchste Funktion innerhalb der Führung der US Navy und war erneut Stellvertreter von Arleigh Burke, der nunmehr Chief of Naval Operations war. In dieser Funktion verblieb er bis zu seiner Ablösung durch Admiral James S. Russell am 1. Juli 1958.

### Kommandeur des US Pacific Command
Felt wurde am 31. Juli 1958 Nachfolger von Admiral Felix B. Stump als Befehlshaber des US Pacific Command. Er war damit Kommandeur über das gesamte Militär der Vereinigten Staaten in der Region einschließlich Japan und Südkorea. Seine Amtszeit als Kommandeur des US-Pazifikkommandos war geprägt von einer Krise zwischen der von den USA unterstützten Republik China und der Volksrepublik China in der Formosastraße 1958, einer dauerhaften Krise in Laos und schließlich den militärischen Operationen gegen den Vietcong und dem Beginn des Vietnamkrieges, wenngleich er irrtümlich von einem schnellen Sieg der Republik Südvietnam gegen den Vietcong ausging.
Er verblieb sechs Jahre lang auf dem Posten und trat dann am 31. Juli 1964 in den Ruhestand. Sein Nachfolger wurde Admiral Ulysses S. Grant Sharp. Felt, der zugleich auch US-Militärberater der Southeast Asia Treaty Organisation (SEATO) war, wurde für seine Verdienste als Befehlshaber des US Pacific Command im Juni 1964 vom japanischen Verteidigungsminister, Fukuda Tokuyasu, mit dem japanischen Orden der Aufgehenden Sonne 1. Klasse sowie im November 1964 mit der Navy Distinguished Service Medal geehrt. Zum Ende seiner Amtszeit ging er davon aus, dass die USA im Zuge des Vietnamkonflikts auch einen Krieg mit der Volksrepublik China riskieren würden.
Wenige Wochen nach seinem Ausscheiden aus dem aktiven Militärdienst wurde Felt Berater der Crocker Citizens National Bank sowie der beiden in Honolulu ansässigen Nahrungsmittelunternehmen Castle & Cooke und C. Brewer & Co., die zu den fünf bedeutendsten Unternehmen Hawaiis (Hawaii’s Big Five) gehörten.

## Auszeichnungen
- Navy Cross
- Navy Distinguished Service Medal
- Legion of Merit
- Distinguished Flying Cross

Ihm zu Ehren benannt ist das Kap Felt in der Antarktis.